# 斯皮爾斯冰原島峰
85°20′S 125°36′W / 85.333°S 125.600°W
斯皮爾斯冰原島峰（英語：Spiers Nunatak）是南極洲的冰原島峰，位於瑪麗伯德地，處於布雷徹山西北面15公里的匡西特冰川北岸，美國地質調查局根據測量和該國海軍的空中照片繪入地圖，現時由南極條約體系管理。